# Herbert Verhaeghe
Herbert Verhaeghe (Kuurne, 30 maart 1974) is een Vlaamse presentator en zanger.

## Biografie
Verhaeghe kreeg les in notenleer, klarinet, piano en gitaar. Tijdens zijn jeugd was hij lid en leider van een jeugdbeweging, wat hem er toe bewoog om te gaan studeren aan de regentaat normaalschool in Torhout. Gedurende zijn studies treedt hij enkele seizoenen op bij het Kuurns theater.
Vanaf 1996 vormde Verhaeghe samen met Glenn De Droogh het duo 'Spoorloos'. Naast eigen werk brachten ze nummers van Rob de Nijs, Frank Boeijen, Stef Bos, Crowded House en Elton John. Het duo bracht in eigen beheer een cd uit met de nummers Bram, Werkeloos en Ik denk.
In 2000 ging hij aan de slag voor Radio 2. Verhaeghe zong mee met de Radio 2-band. Via het platenlabel van de dirigent van de band, Patrick Mortier, bracht Verhaeghe de single Zonder woorden uit. De single kwam niet verder dan de tipparade van Radio 2.
Vanaf 2004 presenteerde hij bij het West-Vlaamse luik programma's zoals Viva Vlaanderen, en tot 2008 de evenementen Viva Vlaanderen Live, de Fata Morgana Show en Radio 2 Zomerhit. 
In 2008 bracht hij samen met Vincent Pierins en Patrick Hamilton de single Littekens uit. Het nummer bereikte de tiende positie van de Vlaamse top 10. In 2009 verscheen Verhaeghe's eerste studioalbum Mijn verlangen. In datzelfde jaar keerde hij terug naar Radio 2 West-Vlaanderen, waar hij presentator werd van Middagpost. Sinds juni 2011 is Verhaeghe een van de gezichten van de digitale televisiezender MENT TV. Hij verzorgt onder andere de presentatie van Ment op zondag en De Vlaamse Top 10. Tevens is hij sinds november 2022 elke weekdag van 6 tot 9 te horen op de DAB+ zender Radio2 Bene Bene met Radio2 Bene Bene Klaarwakker.
In 2013 verscheen het album BijZoNder, met bewerkingen van nummers van BZN. Zijn album Kleur, uitgebracht in 2014, stond acht weken in de Vlaamse albumlijst. Naast zijn reguliere studioalbums bracht Verhaeghe in 2018 een kerstalbum uit en in 2024 een verzamelalbum. Veel van zijn singles behaalden een notering in de Ultratip 100 en de Vlaamse Top 50.

## Discografie

### Albums met hitnotering
| Album met hitnotering(en) in de Vlaamse Ultratop 200 albums | Datum van verschijnen | Datum van binnenkomst | Hoogste positie | Aantal weken | Opmerkingen |
| ----------------------------------------------------------- | --------------------- | --------------------- | --------------- | ------------ | ----------- |
| Kleur                                                       | 10-06-2014            | 21-06-2014            | 48              | 8            |             |

### Overige albums
- Mijn verlangen (2009)
- BijZoNder (2013)
- Tijd (2016)
- Verbonden (2017)
- verWONDERd (2018) (kerstalbum)
- Horen zien zingen (2020)
- Verbaasd (2023)
- Het beste van Herbert (2024) (verzamelalbum)

### Singles (tipnoteringen)
| Single met hitnotering(en) in de Vlaamse Ultratop 50 | Datum van verschijnen | Datum van binnenkomst | Hoogste positie | Aantal weken | Opmerkingen                            |
| ---------------------------------------------------- | --------------------- | --------------------- | --------------- | ------------ | -------------------------------------- |
| Yo te amo                                            | 28-05-2012            | 28-07-2012            | tip83           | -            | Nr. 10 in de Radio 2 Vlaamse Top 10    |
| Ik voel me zo!                                       | 29-10-2012            | 01-12-2012            | tip86           | -            |                                        |
| Vroeg of laat                                        | 25-03-2013            | 13-04-2013            | tip59           | -            |                                        |
| Manuela danst                                        | 01-07-2013            | 03-08-2013            | tip83           | -            |                                        |
| Een lach, een traan                                  | 2013                  | 19-10-2013            | tip85           | -            |                                        |
| Suite van mijn hart                                  | 01-11-2013            | 09-11-2013            | tip55           | -            |                                        |
| Ga niet weg van mij                                  | 07-04-2014            | 26-04-2014            | tip19           | -            | Nr. 10 in de Radio 2 Vlaamse Top 10    |
| Smoorverliefd                                        | 07-07-2014            | 26-07-2014            | tip44           | -            | Nr. 32 in de Vlaamse Top 50            |
| Geboren voor elkaar                                  | 20-10-2014            | 08-11-2014            | tip34           | -            | Nr. 16 in de Vlaamse Top 50            |
| Déjà vu                                              | 17-04-2015            | 02-05-2015            | tip42           | -            | Nr. 20 in de Vlaamse Top 50            |
| Rood                                                 | 2015                  | 22-08-2015            | tip72           | -            | Nr. 33 in de Vlaamse Top 50            |
| Elisa                                                | 25-09-2015            | 03-10-2015            | tip19           | -            | Nr. 10 in de Vlaamse Top 50            |
| Topmoment                                            | 19-02-2016            | 23-04-2016            | tip             | -            | Nr. 22 in de Vlaamse Top 50            |
| Godenkind                                            | 16-05-2016            | 28-05-2016            | tip             | -            | Nr. 25 in de Vlaamse Top 50            |
| Net op tijd                                          | 10-10-2016            | 22-10-2016            | tip             | -            | Nr. 28 in de Vlaamse Top 50            |
| Een ongewone reis                                    | 11-11-2016            | 12-11-2016            | tip16           | -            | Nr. 12 in de Vlaamse Top 50            |
| Kerstmis met jou                                     | 14-11-2016            | 10-12-2016            | tip             | -            | Nr. 40 in de Vlaamse Top 50            |
| Zonder jou                                           | 03-03-2017            | 11-03-2017            | tip40           | -            | Nr. 20 in de Vlaamse Top 50            |
| Klein geluk                                          | 26-05-2017            | 10-06-2017            | tip             | -            | met Janu / Nr. 31 in de Vlaamse Top 50 |
| Ik heb vannacht van jou gedroomd                     | 01-09-2017            | 16-09-2017            | tip             | -            | Nr. 23 in de Vlaamse Top 50            |
| Ware liefde                                          | 13-11-2017            | 25-11-2017            | tip42           | -            | Nr. 21 in de Vlaamse Top 50            |
| Laat ons verbonden zijn                              | 26-02-2018            | 10-03-2018            | tip45           | -            | Nr. 19 in de Vlaamse Top 50            |
| Kerstdagen van toen                                  | 16-11-2018            | 08-12-2018            | tip47           | -            | Nr. 21 in de Vlaamse Top 50            |
| De radio                                             | 15-03-2019            | 23-03-2019            | tip             | -            | Nr. 20 in de Vlaamse Top 50            |
| Dans met mij                                         | 20-09-2019            | 28-09-2019            | tip41           | -            | Nr. 21 in de Vlaamse Top 50            |
| Koud en eenzaam                                      | 15-11-2019            | 30-11-2019            | tip40           | -            | Nr. 20 in de Vlaamse Top 50            |
| Vanavond uit met jou                                 | 10-04-2020            | 25-04-2020            | tip             | -            | Nr. 28 in de Vlaamse Top 50            |
| Zonder jou (een verloren man)                        | 02-10-2020            | 03-10-2020            | tip             | -            | Nr. 26 in de Vlaamse Top 50            |
| Even alleen                                          | 12-03-2021            | 20-03-2021            | tip34           | -            | Nr. 18 in de Vlaamse Top 50            |

### Overige singles
- Zonder woorden (2004)
- Littekens (2008) (Nr. 10 in de Vlaamse Top 10)
- Onvoorwaardelijk (2009)
- Wij tweeën hier samen (2011)
- Jij verbaast me (2021) (met Bart Herman) (Nr. 23 in de Vlaamse Top 30)
- Vandaag is ons moment (2022) (Nr. 25 in de Vlaamse Top 30)
- Waar ben jij (2022)
- Waarom heb jij niet nee gezegd (2023)
- Santa Lucia by night (2023)
- Leef vandaag (2023) (met Lisa Del Bo)
- Onwaarschijnlijk mooi (2023)
- De lente (2024)
- Ik ben op weg naar jou (2024)